# Греони (Караш-Северин)
Греони (рум. Greoni) насеље је у Румунији у округу Караш-Северин у општини Градинари. Oпштина се налази на надморској висини од 119 m.

## Прошлост
Место се звало у 18. веку "Креон Петровић", па је касније добило садашњи назив.
Аустријски царски ревизор Ерлер је 1774. године констатовао да место "Греон" припада Ракаждијском округу, Новопаланачког дистрикта. Становништво је било претежно влашко.

## Становништво
Према подацима из 2002. године у насељу је живело 1064 становника.

### Попис2002.
| Расподела становништва по националности 2002.‍ | Расподела становништва по националности 2002.‍ | Расподела становништва по националности 2002.‍ | Расподела становништва по националности 2002.‍ | Расподела становништва по националности 2002.‍ |
| --------------------------------------------- | --------------------------------------------- | --------------------------------------------- | --------------------------------------------- | --------------------------------------------- |
|                                               |                                               |                                               |                                               |                                               |
| Румуни                                        | Румуни                                        |                                               | 854                                           | 80,5%                                         |
| Роми                                          | Роми                                          |                                               | 207                                           | 19,5%                                         |